# Skifferholmen
Skifferholmen (finska: Liuskasaari) är en holme söder om Helsingfors i Havshamnen, utanför Eira och Ulrikasborgs stadsdelar. Färjfästet till Skifferholmen ligger vid förlängningen av Kaptensgatan. Väster om Skifferholmen ligger Flisholmen och på östra sidan ligger Ugnsholmarna. Skifferholmen är en del av en grupp holmar som dessutom består av Stora Räntan och Långören. Öns area är 1,9 hektar och dess största längd är 270 meter i sydöst-nordvästlig riktning.

## Verksamhet på Skifferholmen
Helsingfors Segelsällskap har i över hundra år befunnit sig på Skifferholmen. Sällskapet har en hamn med omkring 300 båtar på holmen och Skiffergrundet som ligger intill. HSS driver en full-service gästhamn med 20 båtplatser, bastu och tvättstuga.
HSS klubbhus är ritat av arkitekt Runar Finnilä och byggdes år 1947 i stället för det gamla som brann upp 1946. I klubbhuset verkar Royal Restaurant's HSS Boathouse. Restaurangen pryds av Michael Schilkins och Björn Landströms glas-, keramik- och väggmålningar.
På Skifferholmen verkar dessutom terrassrestaurangen Skiffer. I samband med restaurangen drivs en bränslestation. På Ungsholmen som förenas med Skifferholmen med en vågbrytare, finns det också en restaurang, en simstrand, lekpark och en bastu.
Färjan till Skifferholmen går med jämna mellanrum, från maj till oktober, beroende på tid på dygnet.

## Olympiaden 1952
År 1952 tjänstgjorde Skifferholmen som värd för Segling vid olympiska sommarspelens finnjolleklass. Banan utanför Skifferholmen var 5,4 kilometer lång.